# Liparis mamillata
Liparis mamillata är en orkidéart som beskrevs av Leonid Vladimirovitj Averjanov. Liparis mamillata ingår i släktet gulyxnen, och familjen orkidéer. Inga underarter finns listade i Catalogue of Life.